# Sancha di Castiglia

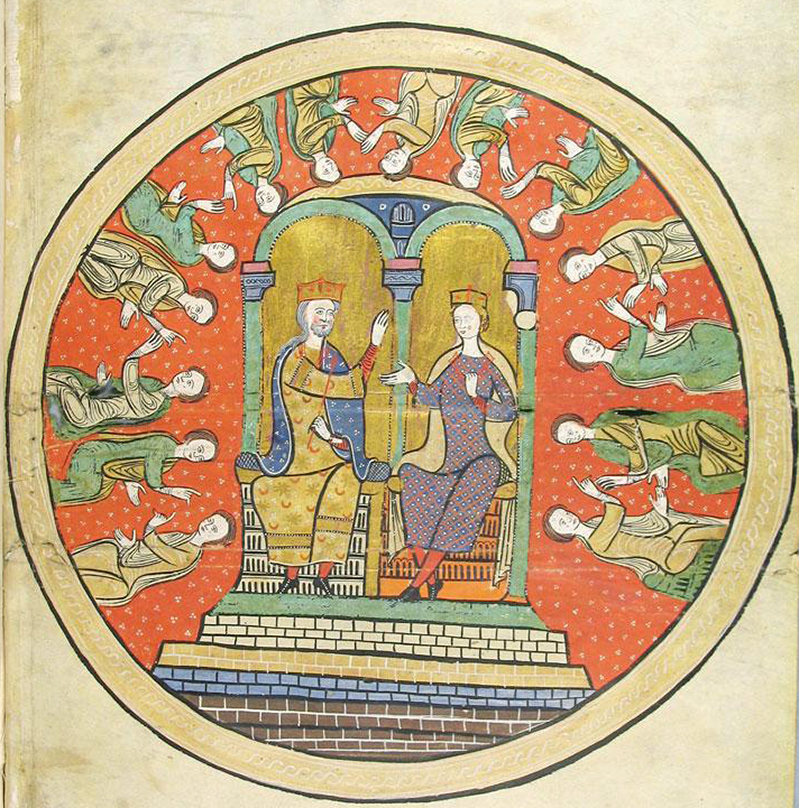
LSancha di Castiglia e marito Alfonso il Trovatore (o il Casto) presiedono il Consiglio Reale (miniatura della fine del XII secolo)

Sancha di Castiglia, Sancha anche in spagnolo, in asturiano, in aragonese, in portoghese e in galiziano, Sança in catalano e Antsa in basco, Sancia in latino e in italiano (Toledo, 21 settembre 1154 – Sijena, 9 novembre 1208), è stata infanta di Castiglia e poi regina consorte d'Aragona e contessa consorte di Barcellona dal 1174 al 1195.

## Origine
Secondo le Crónicas navarras e le Ex Gestis Comitum Barcinonensium era figlia del re di León e Castiglia Alfonso VII l'Imperatore e di Richenza di Polonia, figlia del principe di Polonia, duca di Cracovia e di Slesia, Ladislao II (fuggito da Cracovia, nel 1146), detto l'Esiliato (1105-1159) e di Agnese (Cristina) di Babenberg(1111–1157 figlia del Margravio d'Austria, Leopoldo III, e di Agnese di Waiblingen, figlia dell'imperatore, Enrico IV e sorellastra dell'imperatore, Corrado III e del duca Federico II di Svevia). Richenza era quindi la cugina dell'imperatore, Federico Barbarossa.

Secondo la cronaca di Alberico delle Tre Fontane,
Alfonso VII l'Imperatore era figlio del nobile francese, conte Raimondo di Borgogna e di Urraca, discendente del re di Castiglia e Leon, Ferdinando I, anche gli Anales Toledanos riportano che era figlio di Raimondo di Borgogna e di Urraca (El Rey D. Alfonso, fillo del Conde D. Raymondo è de Doña Urraca), che secondo il Chronicon regum Legionensium, era la figlia del re Alfonso VI e della sua seconda moglie, Costanza di Borgogna.

## Biografia

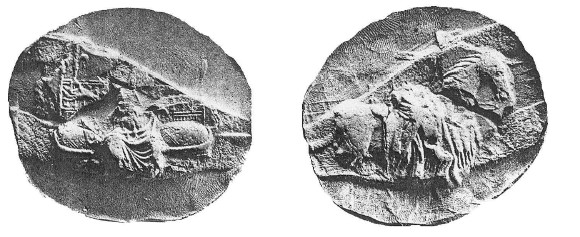
Sigilli di Sancha

Secondo le Crónicas navarras (Crónicas navarras) e le Ex Gestis Comitum Barcinonensium (Gesta comitum barchinonensium), il 18 gennaio 1174, a Saragozza, Sancha sposò il re d'Aragona, Alfonso II il Casto o il Trovatore, che, l'anno prima aveva perso la prima moglie (secondo il Chronica Breve do Archivo Nacional, Portugaliæ Monumenta Historica, Scriptores, Vol. I, II, p. 25, non consultato) o fidanzata, Mafalda del Portogallo.

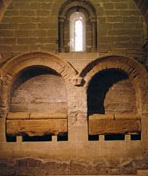
Sepolcro di Sancha e del figlio, Pietro II

Secondo la storica dell'arte, Marta Serrano Col, Sancha fu la prima regina d'Aragona ad usare un sigillo reale.
Sancha fu protettrice delle arti e mecenate; tra i suoi protetti vi furono i trovatori Giraud de Calanson e Peire Raymond.
Fu coinvolta in una disputa legale con il marito riguardante delle proprietà da lei ereditate; nel 1177 prese possesso con la forza di castelli nella contea di Ribagorza, che erano appartenuti alla corona.
Dopo la morte del marito a Perpignan nel 1196 (la morte di Alfonso II è riportata negli Anales Toledanos I), Sancha fu relegata, dal figlio Pietro II, in una posizione di secondo piano nello scenario politico, per cui, nel 1197, lasciò la corte e si ritirò nel Monastero di Santa Maria di Sijena, da lei stessa fondato nel 1188, dove, prese i voti e assunse la croce dell'Ordine di San Giovanni di Gerusalemme che indossò fino alla morte. Per questo motivo in Aragona viene venerata come Regina Santa. Per la chiesa cattolica è Servo di Dio e la sua ricorrenza è il 9 novembre.
La regina madre, Sancha, ospitò, per circa cinque anni, dal 1204 fino alla partenza di Costanza, avvenuta nel 1208, nel suo Monastero, di cui era divenuta priora, la figlia Costanza, regina vedova d'Ungheria (dopo essere rimasta vedova era tornata in Aragona), che lasciò il convento per raggiungere la Sicilia, dove a Palermo contrasse il suo secondo matrimonio (tra l'agosto 1209 ed il febbraio 1210) con il futuro imperatore Federico II.
Sancha, come viene riportata negli Anales Toledanos I, morì poco tempo dopo, il 9 novembre del 1208, a 54 anni. 

Sancha fu sepolta davanti all'altare maggiore del Monastero di Santa Maria (Monasterio de Sigena) di Sijena, dove poi venne sepolto il figlio primogenito, Pietro II il Cattolico, che in un documento datato 24 febbraio 1212, si definì figlio della regina Sancha d'Aragona (filio Sanctiæ…Reginæ Aragonum).

## Figli
Sancha ad Alfonso diede otto (o nove) figli:
- Pietro[18] (1174-1213), re d'Aragona e di tutte le contee catalane (regnum Aragoniæ et Comitatus Barchinonæ, Bisuldini, Cerritaniæ et Rossilionis, ac Palearensem)[18];
- Costanza[18] (1179-1222), sposata nel 1198 con Emerico d'Ungheria[18] e poi nel 1209, su suggerimento del Papa Innocenzo III, con il re di Sicilia e futuro re dei Romani e futuro imperatore, Federico II[19];
- Alfonso Berengario[18] (1180-1209), che, nel 1195, successe al padre nella contea di Provenza (Ducatum Provinciæ)[18];
- Eleonora d'Aragona[18] (1182-1226) sposata, nel 1203, al conte di Tolosa, Raimondo VI[19];
- Sancha d'Aragona[18] (1186- circa 1241) sposata, nel febbraio 1211, al futuro conte di Tolosa, Raimondo VII, figlio di Raimondo VI[19];
- Sancho d'Aragona, conte di Rossiglione, morto in giovane età (solo secondo i Re d'Aragona della casa di Barcellona[21]);
- Raimondo Berengario d'Aragona, morto giovane[18];
- Ferrante d'Aragona[22](1190-1249) che, nel 1214, fu escluso dal comitato di reggenza del nipote, Giacomo I e fu tra i magnati che si unirono in una lega contro il re d'Aragona Giacomo I e furono definitivamente sconfitti, nel 1227. In seguito divenne monaco cistercense nel Monastero di Santa Maria di Poblet e fu abate nel monastero di Montearagón[22];
- Dolce d'Aragona (1192-?), che diventò religiosa[13] nel monastero di Sixena, che era stato fondato dalla madre.

## Ascendenza
|                        |                         |                            | Genitori                    |  |  | Nonni |  |  | Bisnonni                |  |  | Trisnonni             |  |
|                        |                         |                            |                             |  |  |       |  |  | Guglielmo I di Borgogna |  |  | Rinaldo I di Borgogna |  |
|                        |                         |                            |                             |  |  |       |  |  | Guglielmo I di Borgogna |  |  | Rinaldo I di Borgogna |  |
|                        |                         | Alice di Normandia         |                             |  |  |       |  |  | Guglielmo I di Borgogna |  |  |                       |  |
| Raimondo di Borgogna   |                         |                            |                             |  |  |       |  |  | Guglielmo I di Borgogna |  |  |                       |  |
|                        |                         | Stefania di Vienne         | Bernardo II di Bigorre      |  |  |       |  |  |                         |  |  |                       |  |
|                        |                         | Stefania di Vienne         | Bernardo II di Bigorre      |  |  |       |  |  |                         |  |  |                       |  |
|                        |                         | Stefania di Vienne         | Clémence de Foix            |  |  |       |  |  |                         |  |  |                       |  |
| Alfonso VII di León    |                         | Stefania di Vienne         |                             |  |  |       |  |  |                         |  |  |                       |  |
|                        |                         | Alfonso VI di Castiglia    | Ferdinando I di Castiglia   |  |  |       |  |  |                         |  |  |                       |  |
|                        |                         | Alfonso VI di Castiglia    | Ferdinando I di Castiglia   |  |  |       |  |  |                         |  |  |                       |  |
|                        |                         | Alfonso VI di Castiglia    | Sancha I di León            |  |  |       |  |  |                         |  |  |                       |  |
| Urraca I di León       |                         | Alfonso VI di Castiglia    |                             |  |  |       |  |  |                         |  |  |                       |  |
|                        |                         | Costanza di Borgogna       | Roberto I, duca di Borgogna |  |  |       |  |  |                         |  |  |                       |  |
|                        |                         | Costanza di Borgogna       | Roberto I, duca di Borgogna |  |  |       |  |  |                         |  |  |                       |  |
|                        |                         | Costanza di Borgogna       | Hélie de Sémur              |  |  |       |  |  |                         |  |  |                       |  |
| Sancha di Castiglia    |                         | Costanza di Borgogna       |                             |  |  |       |  |  |                         |  |  |                       |  |
|                        | Boleslao III di Polonia | Ladislao Herman di Polonia |                             |  |  |       |  |  |                         |  |  |                       |  |
|                        | Boleslao III di Polonia | Ladislao Herman di Polonia |                             |  |  |       |  |  |                         |  |  |                       |  |
|                        | Boleslao III di Polonia | Giuditta di Boemia         |                             |  |  |       |  |  |                         |  |  |                       |  |
| Ladislao II l'Esiliato | Boleslao III di Polonia |                            |                             |  |  |       |  |  |                         |  |  |                       |  |
|                        |                         | Zbyslava di Kiev           | Svjatopolk II di Kiev       |  |  |       |  |  |                         |  |  |                       |  |
|                        |                         | Zbyslava di Kiev           | Svjatopolk II di Kiev       |  |  |       |  |  |                         |  |  |                       |  |
|                        |                         | Zbyslava di Kiev           | …                           |  |  |       |  |  |                         |  |  |                       |  |
| Richenza di Polonia    |                         | Zbyslava di Kiev           |                             |  |  |       |  |  |                         |  |  |                       |  |
|                        |                         | Leopoldo III di Babenberg  | Leopoldo II di Babenberg    |  |  |       |  |  |                         |  |  |                       |  |
|                        |                         | Leopoldo III di Babenberg  | Leopoldo II di Babenberg    |  |  |       |  |  |                         |  |  |                       |  |
|                        |                         | Leopoldo III di Babenberg  | Ida di Formbach-Ratelnberg  |  |  |       |  |  |                         |  |  |                       |  |
| Agnese di Babenberg    |                         | Leopoldo III di Babenberg  |                             |  |  |       |  |  |                         |  |  |                       |  |
|                        |                         | Agnese di Waiblingen       | Enrico IV di Franconia      |  |  |       |  |  |                         |  |  |                       |  |
|                        |                         | Agnese di Waiblingen       | Enrico IV di Franconia      |  |  |       |  |  |                         |  |  |                       |  |
|                        |                         | Agnese di Waiblingen       | Berta di Savoia             |  |  |       |  |  |                         |  |  |                       |  |
|                        |                         | Agnese di Waiblingen       |                             |  |  |       |  |  |                         |  |  |                       |  |

### Fonti primarie
- (LA)  Rerum Gallicarun et Francicarum Scriptores, Tome XII.
- (LA)  Monumenta Germaniae Historica, Scriptores, tomus XXIII.
- (LA)  Monumenta Germaniae Historica, Scriptores, Tomus XIX.
- (LA)  Monumenta Germaniae Historica, Scriptores, Tomus IX.
- (LA)  España Sagrada, Tomus XXIII.
- (EN)  The World of El Cid: Chronicles of the Spanish Reconquest, Chronicon regum Legionensium

### Letteratura storiografica
- Rafael Altamira, La Spagna (1031-1248), in Storia del mondo medievale, vol. V, 1999, pp. 865–896
- Paul Fournier, Il regno di Borgogna o d'Arles dall'XI al XV secolo, in «Storia del mondo medievale», vol. VII, 1999, pp. 383–410
- (ES) Crónica de San Juan de la Peña (PDF), su ifc.dpz.es.
- (ES)  Serrano Coll, Marta, «Iconografía de género: los sellos de las reinas de Aragón en la Edad Media (siglos XII-XVI).
- (ES)  libreria universitaria, Sancha of Castile, Queen of Aragon.
- (EN)  E. L. Miron, The Queens of Aragon: Their Lives and Times, Stanley Paul & Co, Londra, c. 1910